# Iglesia de San Lazzaro
La Iglesia de San Lazzaro se encuentra en las afueras del este de Pavía. Construido en el siglo XII a lo largo de la Via Francigena, tenía un hospital dedicado al cuidado de peregrinos y leprosos.

## Historia

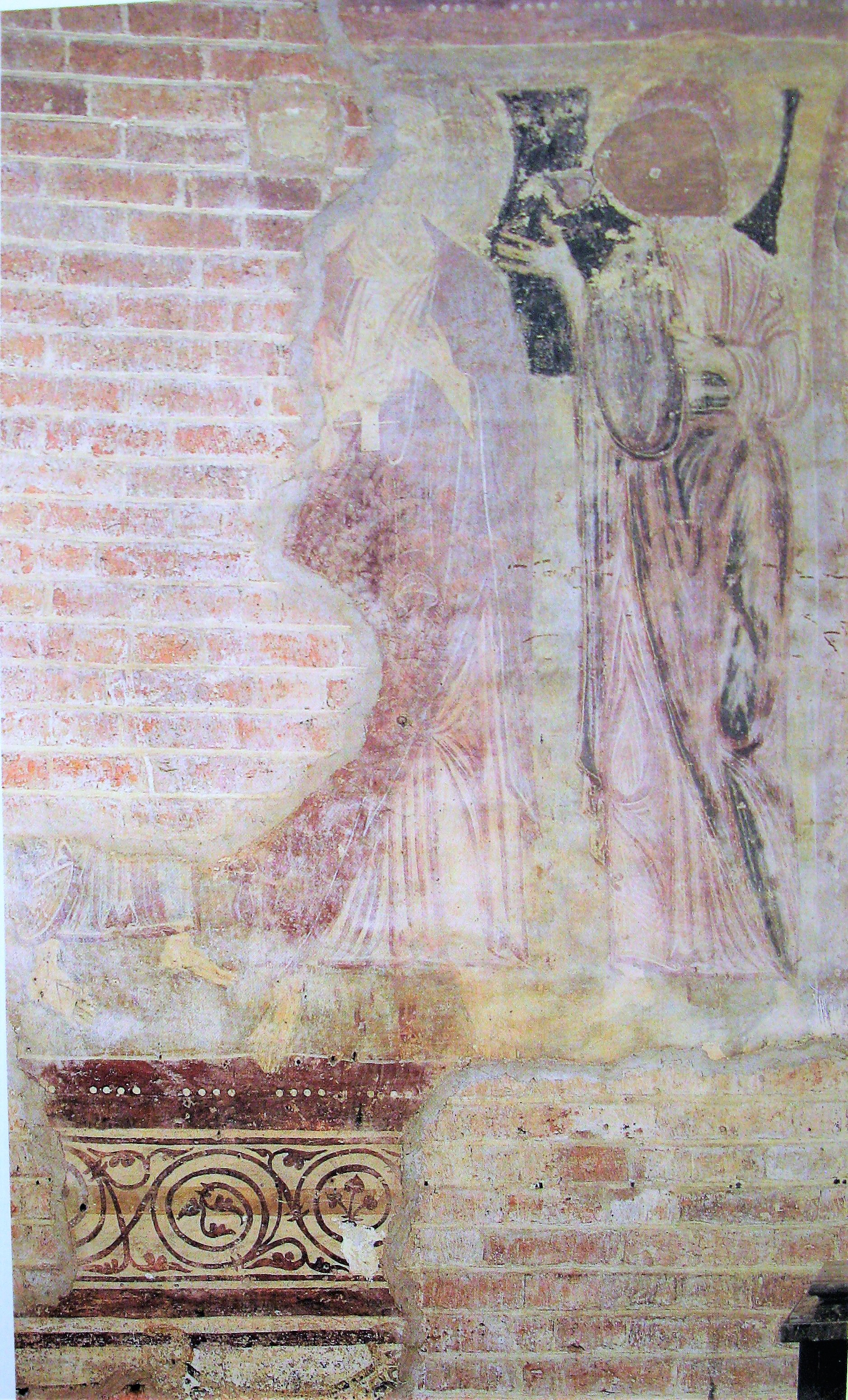
Frescos en el ábside, primeras décadas del.

La iglesia está documentada por primera vez en un documento de 1157, con el que el noble Gislenzone Salimbene, junto con sus hijos Siro y Malastrava, donaron grandes terrenos a la iglesia y al hospital cercano. El edificio estaba ubicado a lo largo de la Via Francigena y estaba destinado a ayudar a los peregrinos en tránsito hacia o desde Roma. En 1216 el obispo de Pavía Fulco de Pavía dictó los estatutos del hospital, mientras que Gian Galeazzo Visconti concedió privilegios e inmunidades a la institución en 1376, y otros fueron otorgados por bulas emitidas por los papas Martín V en 1426 y Pablo II en 1466. La visita pastoral de 1460 atestigua que el hospital sólo disponía de 4 camas, dos de las cuales albergaban leprosos.
Durante el asedio y batalla de Pavía en 1525, el complejo fue ocupado por las tropas de Francisco I, rey de Francia, sufriendo daños considerables. En 1565, el hospital fue elevado por el Papa Pío IV al rango de Encomienda de la Orden de San Lázaro. El primer comendador fue Giuseppe Salimbene, mientras que unos años más tarde, en 1572, la orden se unió a la de San Maurizio, naciendo así la Orden de los Santos Mauricio y Lázaro. Poco después, la iglesia fue elevada al rango de parroquia (1571), pero en 1581 el obispo Ippolito de' Rossi hizo suprimir la parroquia y unirla a la de San Pietro in Verzolo, de la que aún hoy depende.

## Arquitectura
Aunque de reducidas dimensiones, el edificio es una obra unitaria en diseño y ejecución y representa un claro ejemplo del románico lombardo. La fachada, como muchos otros edificios de Pavía, está enriquecida con una logia ciega y pilas de cerámica bizantina que datan del siglo XIII, mientras que algunos capiteles de la ventana con parteluz en el centro de la fachada datan de la época carolingia. La decoración de la logia ciega sostenida por pequeñas columnas también recorre el lado norte de la iglesia, donde se abre un segundo portal. La iglesia es de una sola nave, y en su interior, y especialmente en la zona del ábside, existen fragmentos de frescos fechados en la primera mitad del siglo XIII